# El teorema Katherine
El teorema Katherine (en inglés: An Abundance of Katherines) es una novela juvenil escrita por el autor estadounidense John Green. Fue publicada el 21 de septiembre del 2006. El teorema de Katherine es la segunda novela escrita por John Green. Fue nominada en 2007 al Premio Michael L. Printz, pero perdió junto a American Born Chinese de Gene Luen Yang.

## Reseña
Hay dos cosas que obsesionan a Colin Singleton: los anagramas y las Katherines.
Lo primero se explica porque es un niño prodigio. De hecho, a sus diecisiete años, sueña con llegar a ser un genio, tener su «momento Eureka» y pasar a la historia como tantísimos otros descubridores e investigadores antes que él. Ser recordado.
Lo segundo es sencillamente porque le gustan las Katherines. No las Katies, ni las Kats, Kitties, Cathys, Rynns, Trinas, Kays, Kates y mucho menos las Catherines. No. KATHERINES. Pero cuando por fin parecía haber encontrado a la definitiva, Katherine XIX cortó con él, como todas las demás.
Es así como, tras su decimonovena ruptura con una Katherine, Colin comienza a plantearse el amor de una manera puramente científica. Las relaciones, las rupturas… y entonces ¡eureka! El teorema Katherine: una simple fórmula capaz de predecir universalmente el ascenso y la caída de las relaciones amorosas. Todo un logro incluso para su prodigiosa mente, pero ¿hasta qué punto el amor es pura matemática?
Colin, en compañía de su inseparable amigo Hassan, lucha por encontrar un motivo por el que seguir adelante, mientras trata de olvidar a Kaherine XIX y descubrir aquello por lo que será recordado. Un viaje por Estados Unidos los conducirá hasta Gutshot, Tennessee, donde su concepción del mundo tomará un nuevo camino.
El teorema Katherine es una combinación perfecta de reflexiones universales y pura intelectualidad con diálogos desternillantes y aventuras adolescentes, que no decepcionará a los enamorados de la prosa de John Green.
En un mundo dividido entre dejadores y dejados, todos sabremos sentirnos identificados con los sentimientos que mueven a los protagonistas de esta historia, y la sutil inteligencia de la que hace gala el protagonista nos robará el corazón y alguna que otra sonrisa.

## Personajes del libro

### Protagonistas
- Colin Singlenton: Un chico prodigio de diecisiete años, que está obsesionado con las Katherines, ser un chico genio y ser alguien importante en el mundo.
- Lindsey Lee Wells: Una chica de Gutshot, Tennessee, que piensa que es mejor no importar a nadie.
- Hassan Harbish: El mejor amigo de Colin. Juntos emprenderán un viaje y una serie de aventuras.

### Personajes secundarios
- Katherine XIX. Última novia de Colin la cual rompió con él dejándolo devastado.
- Hollis Wells.
- Starnes Wilson.
- Colin. Alias EOC. (El otro Colin, novio de Lindsey)